# Fujiwara no Hiroko
Fujiwara no Hiroko (藤原寛子 (Đằng Nguyên Khoan Tử) 1036–1127), thông gọi Tứ Điều Cung (四条宮 Shijō no Miya), là Hoàng hậu của Thiên hoàng Go-Reizei. Bà là con gái lớn của Fujiwara no Yorimichi với Fujiwara no Gishi. Fujiwara no Morozane là anh trai cùng mẹ của bà.

## Cuộc đời
Vào thời bấy giờ, dòng máu mẫu hệ rất quan trọng trong xã hội quý tộc Nhật Bản. Mẹ của Hiroko là Gishi có thể đã không hài lòng với việc sinh ra bà, nhưng với cha của Hiroko, bà là con gái mà ông đã chờ đợi từ lâu.

### Hoàng hậu
Sau khi chị gái nuôi của Hiroko là Fujiwara no Genshi mất sớm vào năm 1039, Yorimichi hy vọng con gái Hiroko sẽ hạ sinh người kế vị ngai vàng nên ông ta đã cho bà tiến cung cho Thiên hoàng Go-Reizei vào năm 1050. Một năm sau (năm 1051), bà trở thành Hoàng hậu. Điều này là trái với lẽ thường bởi vị chính thất hiện tại của Thiên hoàng, Nội Thân vương Shōshi đáng lẽ sẽ được sắc phong làm Hoàng hậu, nhưng cuối cùng Shōshi vẫn ở tước vị Trung cung theo ý nguyện của bà. Với sự hậu thuẫn của cha mình, Hoàng hậu Hiroko đã duy trì quyền lực tối cao trong hậu cung và tổ chức các cuộc thi thơ. Tuy nhiên, bất chấp những kỳ vọng lớn lao của cha bà và tình cảm của Thiên hoàng, Hiroko vẫn không thể sinh con. Năm 1068, Fujiwara no Kanshi trở thành Hoàng hậu và Hiroko bị giáng làm Trung cung. Sau cái chết của Thiên hoàng Go-Reizei, Hiroko trở thành một nữ tu.

### Cuối đời
Trong những năm cuối đời vào đầu thế kỷ 12, khi đó, thời kỳ hoàng kim của hệ thống Nhiếp chính quan dần bước vào bờ suy thoái. Tuy nhiên, mối quan hệ giữa bà với những nhân vật quyền lực trong Triều đình, bao gồm cả cha bà Yorimichi và người dì Fujiwara no Shōshi của bà, đã tỏ ra tôn trọng bà như một phần còn sót lại của truyền thống đó.
Fujiwara no Hiroko qua đời trong tư dinh của mình ở Uji vào năm 1127, hưởng thọ 92 tuổi.